# 고려대학교 학생 출교 논란

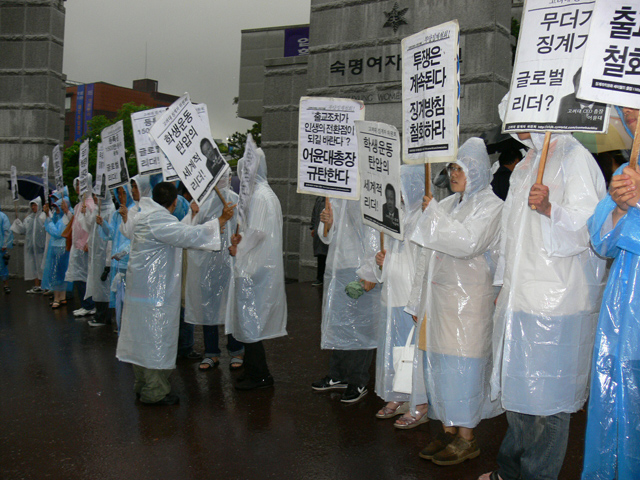
2006년 5월 숙명여자대학교 백주년 기념 행사가 시작되기 전에 출교생들의 복학을 요구하는 학생들이 어윤대 당시 고려대 총장에게 항의하고 있다

고려대학교 학생 출교 논란은 2006년 4월 5일에 전(前) 고려대학교 고려대학교 병설 보건대학 학생들의 총학생회 투표권 관련 시위와 그에 따른 학교 당국의 징계조치와 관련된 일련의 논란을 말한다.
2008년 3월 19일 출교 대상 학생들이 복학하게 되었으나, 1년이 지난 이후 학교 측이 다시 무기정학을 결정하면서 새롭게 논란이 불거지고 있다.

## 배경 및 경과
고려대학교 당국인 교육법인 고려중앙학원은 2006년 3월 보건과학대학을 신설하고, 기존의 병설 보건전문대학을 폐교하기로 결정하였다. 이로써 교수 및 교직원을 비롯해 병설 보건전문대학의 대부분이 고려대학교 보건과학대학으로 흡수되었다. 고려중앙학원에서는 이 사안에 대하여 폐교 및 신설이라는 절차를 밟았으며, 이 과정에서 2005년까지 입학한 병설 보건전문대학 학생들은 폐교된 학교에서 수업을 들어야 하는 상황에 놓이게 된다.
고려대학교 보건과학대학은 2006년부터 신입생을 받기 시작하였으므로, 그 이전에 입학한 병설 보건대 학생들은 고려대학교 체제로 편입되지 못하였으며, 1년만 병설 보건대 학생이었던 학생들도 남은 2년간은 고려대학교로 편입된 건물에서 수업을 받지만, 여전히 병설 보건대학의 학적을 유지하게 되면서, 여러 가지 학내 생활의 불편이 우려되었다. 이에 대해 병설 보건대 학생회를 비롯한 병설 보건대학 학생들도 고려대학교 학생처럼 학교생활을 영위할 수 있게 해줄 것을 수차례 요구하였다. 그러나 고려중앙학원에서는 2005년 말부터 2006년 4월까지 병설 보건대학 학생들의 이런 움직임에 무대응으로 일관하였다.
당시 고려대학교 총학생회는 2005년 11월의 선거가 참여 부족으로 무산되고, 2006년 1학기 초에 총학생회 재선거를 실시하기로 예정되어 있었다. 당시 고려대학교 총학생회였던 38대 총학생회를 비롯 대다수의 단과대학 학생회들은 '전체학생대표자협의회'를 통해 고려중앙학원의 결정과는 관계없이 총학생회의 권한이 닿는 범위 내에서 기존 병설 보건대학 학생들을 고려대학교 총학생회의 정회원으로 대우하겠다는 결정을 내린다. 이 결정은 병설 보건대학 학생들도 2006년 1학기 초에 실시되는 39대 총학생회 재선거에 참여할 수 있게 하자는 것이었다.
그러나 이러한 총학생회의 결정은 고려대학교와 중앙학원의 결정과 정면으로 배치되는 것으로, 고려중앙학원은 학교 홈페이지 공지사항과 총학생회에 보내는 공문을 통해 기존 병설 보건대학 학생들은 폐교된 학교의 학생들이므로 고려대학교 총학생회의 정회원이 될 수 없다고 공지하였다.
이러한 사실을 알게 된 병설 보건대학 학생들은 지난 몇 개월간 그랬던 것처럼 학교 본관에서 시위를 열고, 교직원들에게 자신들의 입장이 담긴 의견서를 제출하였다. 당시 고려대학교 총학생회 및 이에 관심이 있던 학생들도 시위에 나섰다. 그러나 고려중앙학교의 무대응은 계속되었고, 결국 2006년 4월 5일의 사태가 벌어진 것이다.

## 징계 절차 및 상황
다음 날인 2006년 4월 6일 학교당국은 신속하게 징계절차를 논의하였고, 징계위원회에 총 19명을 회부하였고, 이 결과 7명에게 견책, 5명에게 1개월 유기정학, 7명에게 출교 조치를 내렸다. 한편 징계당한 학생들은 징계 절차가 부당하다며, 자신들의 소명기회가 사실상 없었던 점, 미리 징계 대상과 수위를 정해놓고 징계 순서가 경미한 학생들을 먼저 불러냈다는 점을 들어 사실상 표적징계라고 주장하였다.
한편 고려대학교 내에서는 사실상 학교 당국의 징계를 찬성하는 움직임이 있었다. 공과대학 학생들을 중심으로한 '고려대학교를 사랑하는 사람들'의 학생들은 징계 학생들에게 학교 당국에게 먼저 사과하라며 학교 당국의 징계를 찬성하였고, 학내 곳곳에 대자보와 유인물을 뿌린 후, 징계 학생을 비판하는 학내 집회를 열었다. 이후 이 운동에 참여한 학생들이 중심이 된 '고대공감대'가 2007년, 2008년 2년간 고려대학교 총학생회에 선출된다.

## 논란
고려대학교의 학생 출교는 대상 학생들에게 새로운 기회를 아예 주지 않는 징계라는 점에서 이에 따른 학내·외의 논란이 거셌다. 징계학생 및 지지자들은 징계가 결정된 며칠 후부터 사태가 마무리될 때까지 2년여 동안 학교 본관 앞에서 천막농성을 진행하였으며, 징계학생들을 비판하는 학생들이 중심이 된 세력이 2007년, 2008년 2년간 총학생회에 선출되면서 갖가지 논란을 빚어냈다.

### 감금 여부 논란
사건 직후, 왜 교수 감금을 택했는가라는 질문이 가장 많이 올라왔다. 사건 당일인 4월 5일보다 몇 달 전부터 병설 보건대학 학생들은 의견서 제출, 면담 요청 등의 방식을 취했으나, 이들의 학적은 고려대학교가 아니므로 이들의 주장을 받아들일만한 근거나 당위성이 전혀 없었으므로 고려중앙학원에서 이를 계속해서 거절하였다. 병설 보건대학 학생들에게는 고려대학교 총학생회 투표권이 없겠다는 학교당국의 공지사항은 일부 고려대학교 운동권 학생들의 불만을 키웠다. 시위 학생들의 입장에서 볼 때 학교당국의 대화의지는 여전히 보이지 않았다고 할 수 있다. 그 결과 학생들은 학교 처장단과의 대화가 성사될 때까지 본관 입구에서 물러서지 않았다. 그러나 이 문제는 명백하게 따져볼 때, 병설 보건대 학생들의 학적이 고려대학교가 아닌 이상 고려대학교 총학생회 투표권을 줄 수 없는 문제였고, 시위 학생들은 사실상의 학교 통합이라는 주장을 제기하였지만, 3년제 전문대학과 4년제 종합대학의 통폐합이라는 면에서 살펴볼 때 고려대학교 학적을 주는 것이 더 이상한 일이라는 학내 비판을 받았다.
한편, 아무리 그래도 처장단을 건물 밖으로 나가지 못하게 한 것은 심한 것이 아니냐는 비판이 있었다. 그러나 출교생들은 당시 상황은 좁은 공간에 교수들을 가둔 후, 학생들이 교수들에게 욕을 퍼부운 감금이 아니었고, 몇달 동안 대화요청도 무시당한 20대 초반의 젊은 학생들이 이를 참지 못하고 본관 입구를 열어주지 않은 상황이라고 주장하였다.
반면에 당시 처장단은 법정에서의 증언을 통해 학생들이 자신들을 "감금"하였고, 난폭하게 대우하였다고 밝혔다. 이러한 양측의 대립에 대해서 재학생들은 학교 홈페이지의 게시판과 학생 커뮤니티 등에서 갑론을박을 벌이는 등 학교 내에서 많은 논란이 되었다. 결국 추가적인 증언과 조사에 의해 이들의 행위가 감금이었다는 사실이 밝혀졌다.
일부 재학생들은 출교자들이 행위를 한 목적보다 그 수단이 비도덕적이라는 점에 비중을 두어 출교자들의 행위를 비판하기도 하였다.
학교당국의 출교 처분에 대한 학생들의 가처분 신청의 판사는 판결문을 통해 학생들의 행위를 감금으로 볼 수 있다고 밝혔다. 그러나 학교 측에 대해서도 학교 측이 여러 달 동안 학생들의 요구를 묵살해온 점을 감안할 때 학교측의 잘못도 인정된다고 밝혔다.

### 극소수 학생들만의 시위 논란
언론에 19명의 징계조치가 보도되면서, 19명이라는 극소수의 학생들이 이번 일을 저지른 것이 아니냐는 의문이 제기되었다. 그러나 징계된 학생들은 전원 병설 보건대학이 아닌 안암캠퍼스 학생들이었으며, 당시 시위에는 100여명의 학생들이 끝까지 참여했다.

### 표적 징계 논란
시위에 참가하여 처장단을 감금한 학생들은 모두 안암 캠퍼스 학생이었다. 당연히 징계된 학생들 19명 전원이 안암캠퍼스 학생이었다.
마침 그들은 전원이 그동안 학교를 상대로 한 등록금투쟁, 100주년 기념 이건희 삼성회장 명예 철학박사 학위수여 반대투쟁 등에 적극 참여한 학생들이었고, 특히 징계된 학생들 중에는 4월 5일의 시위에는 단순 참가만 하거나, 잠시만 참가하다가 돌아간 학생들도 일부 있었다. 이런 상황에서 징계 학생들은 이것이 고려중앙학원의 "표적 징계"라고 비판하면서, 소위 말하는 '교수 감금 사태'를 빌미로 그동안 학교에 비판적이었던 학생들에게 재갈을 물리려고 한다고 주장하였다.
실제로 고려중앙학원은 1심에서 패소한 후 낸 항소심에서 출교학생들의 주된 징계이유가 교수들을 귀가하지 못하게 한 것이 아니라, 민주노동당 등에서 활동하고 학교 정책에 반대해온 것 등을 이유로 들었다.

## 사건의 마무리
2008년 2월 1심에서 법원은 출교생들의 손을 들어주었다. 그러나 고려중앙학원이 이에 대한 항소심을 청구하였다.
한편 이와 별개로 법원에서는 이번 판결이 길어질 것이므로, 판결이 진행되는 동안에는 학생들의 출교처분을 효력정지하는 가처분을 내렸다. 고려중앙학원 측도 가처분은 받아들였으나, 출교 조치가 효력정지 됨과 동시에 해당 학생들을 다시 퇴학조치시켜 관련 학생들은 이에 다시 퇴학처분 효력정지 가처분신청을 냈다.
2008년 3월 19일, 고려중앙학원 측은 출교생들의 퇴학 조치를 취소하고, 출교생들은 전원 복학하여 사건은 마무리되었다.
이로부터 약 1년이 경과한 2009년 4월 2일, 학교 측은 해당 출교생들의 출교 기간을 '무기정학'으로 처리하겠다고 발표하였으며, 이에 출교생들이 항의를 했다. 2010년 5월 31일, 법원은 피고에게 무기정학처분을 철회 또는 무효화하라는 화해권고결정을 내렸다. 2010년 6월 11일, 출교생들은 출교생 커뮤니티에 권고결정을 받아들이겠다는 성명을 발표했다.